# Costa de Llevant
La costa de Llevant és el sector de la costa de Catalunya al nord-est de la ciutat de Barcelona, per oposició a la costa de Ponent. Correspon a la costa de la comarca del Maresme i a la zona de marina de la Selva fins a Sant Feliu de Guíxols.